# Semana Internacional del Cine de San Sebastián de 1956
La Semana Internacional del Cine de San Sebastián de 1956 se desarrolló entre el 14 y el 22 de julio de dicho año. Tras los fallos organizativos de la edición anterior del Festival, la Federación Internacional de Asociaciones de Productores Cinematográficos (FIAPF) le retiró la condición de festival internacional de categoría «B» que había mantenido durante dos años. A pesar de ese carácter no oficial, hoy está considerada como la IV edición del Festival Internacional de Cine de San Sebastián. El peso de la organización recayó en esta ocasión en el Ayuntamiento de la capital guipuzcoana. A pesar de su naturaleza, se concedieron unos premios oficiosos decididos en una votación celebrada entre críticos cinematográficos.

## Pérdida de la condición oficial
Los errores cometidos por la organización durante la anterior edición provocaron que el Festival de San Sebastián perdiera el reconocimiento por parte de la Federación Internacional de Asociaciones de Productores Cinematográficos (FIAPF). Entre otras violaciones del reglamento del certamen, destacaba el hecho de que la película finalmente ganadora de la Concha de Plata—Días de amor— había sido admitida a concurso pese a haber sido realizada dos años antes y haber sido ya estrenada en Italia y Francia, sus países de origen. A ello se sumaban las críticas por las malas comunicaciones y la dura censura franquista. De esta forma, los representantes de los estados en los que se desarrollaban festivales que temían la competencia del de San Sebastián —Berlín, Cannes o Venecia— tuvieron motivos para desplazar al festival español.
Tras haber obtenido el reconocimiento como festival de categoría «B» no competitivo en 1954 y haber sido reconocido como festival competitivo en 1955, en 1956 se volvía a la casilla de salida como mera Semana Internacional de Cine. Sin embargo, el Ayuntamiento de San Sebastián no se planteó en ningún momento dejar de celebrar un evento que, después de solo tres ediciones, había arraigado firmemente en la sociedad easonense. La corporación presidida por el alcalde Juan Pagola decidió que el Centro de Atracción y Turismo se encargaría de la organización con el apoyo técnico del Sindicato Nacional del Espectáculo y el económico de la Dirección General de Cinematografía y Teatro, los organizadores de las dos ediciones anteriores.

## Organización
Se nombró Secretario General del Festival a Ramiro Cibrián, quien llevaba varios años desempeñando el cargo de secretario del Centro de Atracción y Turismo y era un eficiente organizador. Por encima de él había un Comité Ejecutivo presidido por el alcalde. También se creó un Comité de Honor al que se relegó a los cargos oficiales de las instituciones madrileñas. El organigrama completo de la organización fue enviado a Francisco Gómez Ballesteros, jefe del Sindicato Nacional del Espectáculo, y a José Muñoz Fontán, director general de Cinematografía. El equipo ubicado en San Sebastián se ocupó de todo lo relativo a búsqueda y gestión de sedes, alojamientos y festejos, mientras que los organismos de Madrid quedaban encargados de la elección de las películas participantes. También se pidió colaboración en este último aspecto a Miguel de Echarri, anterior secretario del Festival y del Sindicato, que ahora se dedicaba su trabajo de productor y seguía formando parte del Consejo de Administración de la FIAPF.
Aunque aparentemente la selección de filmes participantes debería haber sido más sencilla que el año anterior debido a no tratarse de un festival oficial regido por las normas de la FIAPF, en realidad fue más difícil. La Dirección General de Cinematografía y el Ministerio de Comercio consideraban que no había motivo para conceder licencias de importación libres de gastos a las películas que iban a participar en un certamen no reconocido internacionalmente. Esa decisión significaba que los productores y distribuidores carecían de incentivos para llevar sus películas a la Semana Internacional. Como consecuencia, Warner Bros. se negó a que Un tranvía llamado Deseo participara en el evento; tampoco Metro-Goldwyn-Mayer quiso que participase Mañana lloraré, que había sido presentada con gran éxito en el Festival de Cannes, donde Susan Hayward había obtenido el premio a la mejor actriz. Por este motivo no hubo representación de los Estados Unidos.

## Participantes

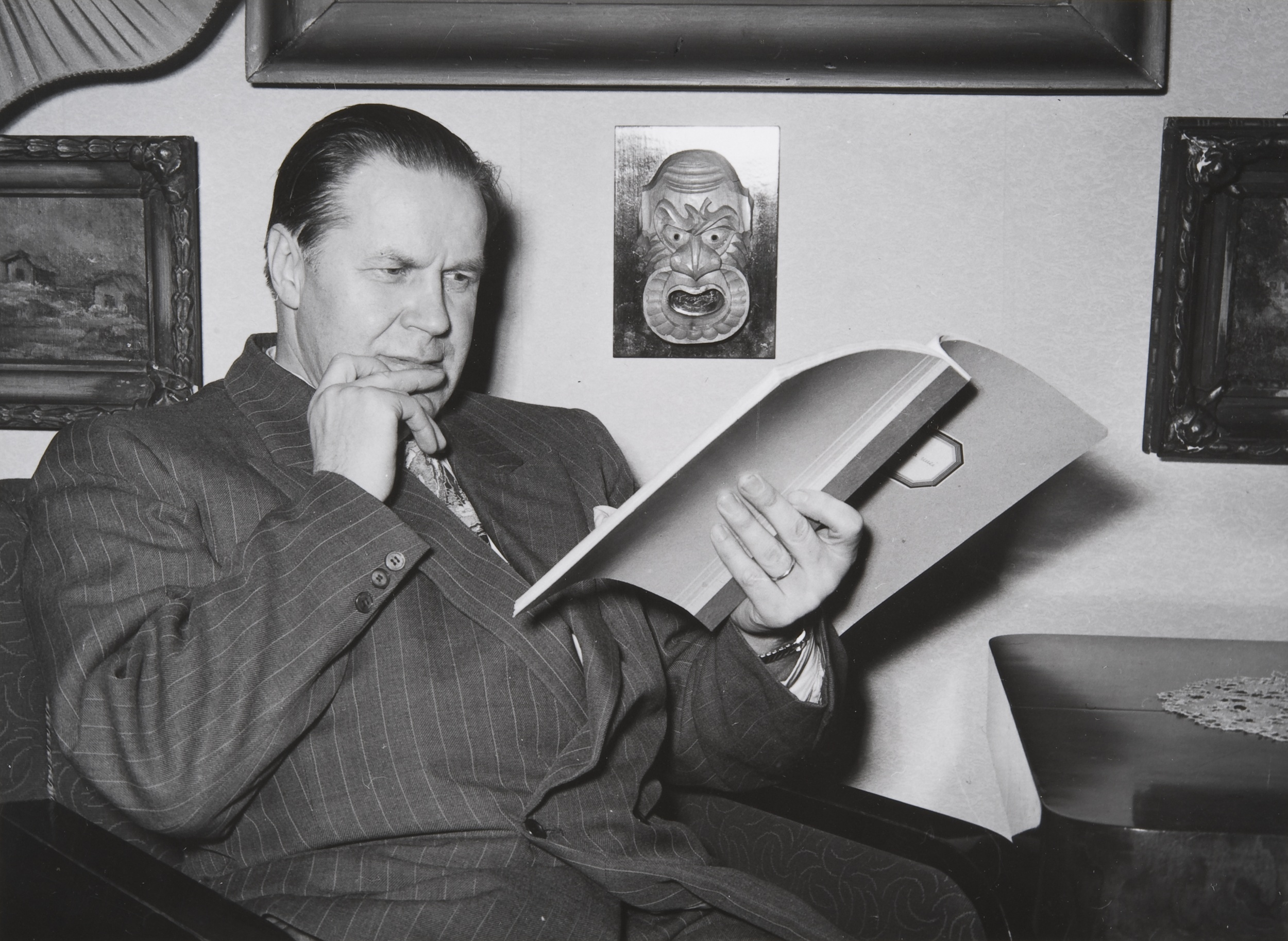
Edvin Laine presentó su película más famosa: El soldado desconocido.

Finalmente se consiguió la participación de dieciséis películas nacionales y extranjeras. Se anunció que la sesión inaugural contaría con el filme Todos somos necesarios, dirigido por José Antonio Nieves Conde. Aunque hubo dudas respecto a si participaría o se reservaría para el Festival de Venecia, la productora anunció que prefería participar en un certamen español. Luego se supo que, en realidad, el cupo español para Venecia ya estaba cubierto por Calabuch y Calle Mayor, por lo que no había sido una elección de la productora. La proyección fue un éxito y el crítico del diario ABC la valoró muy positivamente, aunque consideraba que decaía algo en el último tercio.
Hasta el final estuvo anunciada la participación de Un tranvía llamado Deseo y la organización confiaba en que se venciera la resistencia de la productora a su participación. Finalmente no pudo ser y hubo que buscar un sustituto a última hora. La elegida fue la italiana El ferroviario. Hubo que trasladar una copia desde Roma hasta Madrid en avión, y desde la capital hasta San Sebastián en coche. La película no llegaba y ya se había proyectado el cortometraje documental Concerto nel parco, de Mario Carmi. Para entretener al público se improvisó un desfile de modelos. Los espectadores aguantaron el retraso y el hecho de que la película fuera proyectada en versión original sin subtítulos. Finalmente, la película dirigida por Pietro Germi fue la gran triunfadora de la Semana.
También se consiguió la participación de la película finlandesa El soldado desconocido, de Edvin Laine, que no había podido participar en el último Festival de Cannes por razones políticas —la película trataba el espinoso tema de la guerra que había mantenido Finlandia contra la Unión Soviética y que se había integrado en la Segunda Guerra Mundial— pero sí había sido proyectada en el Festival de Berlín donde la cuestión se veía desde otro punto de vista. Allí consiguió el premio de la OCIC por su contribución al progreso espiritual y al fomento de los valores humanos.
Estaba previsto que el certamen se clausurase con la proyección de Calabuch, de Luis García Berlanga. Sin embargo, la productora prefirió enviar la película a Venecia. El cambio se supo el día anterior y el público estaba dispuesto a aceptarlo, pero se suscitó un escándalo cuando se supo que iba a ser sustituida por Hospital de urgencia, de Antonio Santillán. El problema no solo era la escasa entidad de la cinta, sino que había trascendido que la organización disponía de una copia de Embajadores en el infierno lista para sustituir a cualquier filme que fallase. Sin embargo, la productora de esta última no quiso arriesgar el lanzamiento con un estreno polémico que podía arruinar la trayectoria comercial de la película de José María Forqué.

### Largometrajes

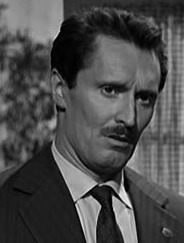
Pietro Germi dirigió El ferroviario, filme presentado a última hora y triunfador de la Semana.

- Todos somos necesarios, de José Antonio Nieves Conde (España / Italia).
- Inolvidable amistad, de Franco Rossi (Italia / Francia / España).
- Canaris, de Alfred Weidenmann (RFA).
- Heidi y Peter, de Franz Schnyder (Suiza).
- El ferroviario, de Pietro Germi (Italia).
- Las maniobras del amor, de René Clair (Francia / Italia).
- Llamas contra el viento, de Emilio Gómez Muriel (México / Colombia).
- Música en la noche, de Tito Davison (México).
- Pasión en el mar, de Arturo Ruiz Castillo (España / Francia).
- El rescate, de Marino Girolami (Italia).
- Si tous les gars du monde..., de Christian-Jaque (Francia).
- The Constant Husband, de Sidney Gilliat (Reino Unido).
- Tosca, de Carmine Gallone (Italia).
- El soldado desconocido, de Edvin Laine (Finlandia).
- Un po' di cielo, de Giorgio Moser (Italia).
- Hospital de urgencia, de Antonio Santillán (España).

### Cortometrajes
Junto a cada largometraje se proyectó un cortometraje español o extranjero. Algunos de ellos fueron:
- Ruta de almenas (España).
- Las catedrales de Francia (Francia).
- Pedrasa (España).
- Fuentes de Roma (Italia).
- Viaje romántico a Granada (España).
- Concerto nel parco (Italia).
- La ruta del Cid (España).

## Premios

### «Jurado»
Al no tener el reconocimiento de la FIAPF, la Semana no entregaba premios oficiales. Sin embargo, se celebró una votación entre un grupo de críticos para elegir los mejores filmes y las mejores direcciones, guiones, interpretaciones y fotografía. Por alguna razón, se distinguió entre las películas españolas y las extranjeras. Este informal jurado estuvo compuesto por las siguientes personas:
| - Alberto Cambronero - José Luis Tuduri - Javier Aguirre - José María Latiegui - María Ginishiam - Joaquín Romero | - Ignacio de Montes - Tomás García de la Puerta - Pio García Viñolas - Luis Ezquerecocha - Juan Ignacio de Blas - Antonio Cuevas | - José Luis Torres - Maritxu Mayor Lizarbe - Florentino Soria - José Berruezo - Pedro Rodrigo - Marcos Forcada |

### Palmarés

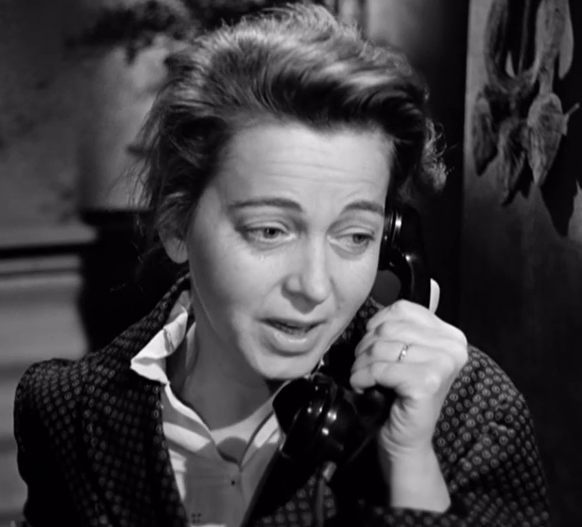
El ferroviario consiguió varios premios, incluido el de mejor actriz para Luisa Della Noce.

#### Películas extranjeras
- Mejor película: El ferroviario.
- Mejor director: Pietro Germi, por El ferroviario.
- Mejor guion: Henri-Georges Clouzot y Christian-Jaque, por Si tous les gars du monde...
- Mejor actriz: Luisa Della Noce, por El ferroviario.
- Mejor actor: Otto Eduard Hasse, por Canaris.
- Mejor fotografía en color: Pier Emilio Pavoni, por Un po’ di cielo.

#### Películas españolas
- Mejor película: Todos somos necesarios.
- Mejor director: José Antonio Nieves Conde, por Todos somos necesarios
- Mejor guion: Faustino González Aller y José Antonio Nieves Conde, por Todos somos necesarios
- Mejor actriz: Desierto
- Mejor actor: Alberto Closas, por Todos somos necesarios
- Mejor fotografía: José Fernández Aguayo, por Pasión en el mar.
- Mejor cortometraje: Viaje romántico a Granada, de Eugenio Martín.

### Otros premios
Se concedieron ocho conchas de plata a las productoras que habían colaborado con la Semana a pesar de no haber recibido compensaciones por ello. También se entregaron sendas bandejas de plata a los intérpretes Rolf Wanka y Jacqueline Pierreux como muestra de agradecimiento por su colaboración en diversas presentaciones y por su accesibilidad para con público y prensa.
Por su parte, la revista Triunfo otorgó su Copa de la Fama a la actriz, cantante y bailarina Paquita Rico.

## Actividades paralelas
Al igual que en ediciones anteriores, se organizaron diversos eventos no cinematográficos para complementar el certamen. Se celebraron dos fiestas nocturnas. El día de la inauguración se ofreció una en el Club de Tenis al precio de doscientas pesetas. El día de la clausura, y al precio de doscientas cincuenta pesetas, se celebró otra en el Hotel María Cristina. En esta segunda se contó con un nuevo pase de modelos, a semejanza del que, como se ha dicho anteriormente, se había celebrado antes de la proyección de El ferroviario para dar tiempo a que llegara la cinta desde Italia.
Con motivo de la proyección de Pasión en el mar, la productora Eos Films organizó una recepción con aperitivo en la sociedad gastronómica Gaztambide. Como coincidió con la presencia de Luis Mariano, que acudió al evento, la asistencia fue notable. Esta nueva práctica tendría continuidad en ediciones posteriores. Otras productoras ofrecieron cócteles para promocionar sus películas. 
Nuevamente se celebraron un par de novilladas. El domingo 15 de julio lidiaron Fermín Murillo, Sergio Díaz y Francisco Pita. El domingo 22 actuaron el venezolano Curro Lara, el colombiano José Cáceres y Juan Giménez «El Trianero». También se celebró un concurso de tiro de pichón entre la gente del espectáculo en el que los ganadores fueron Conrado San Martín y Licia Calderón.

## Trascendencia

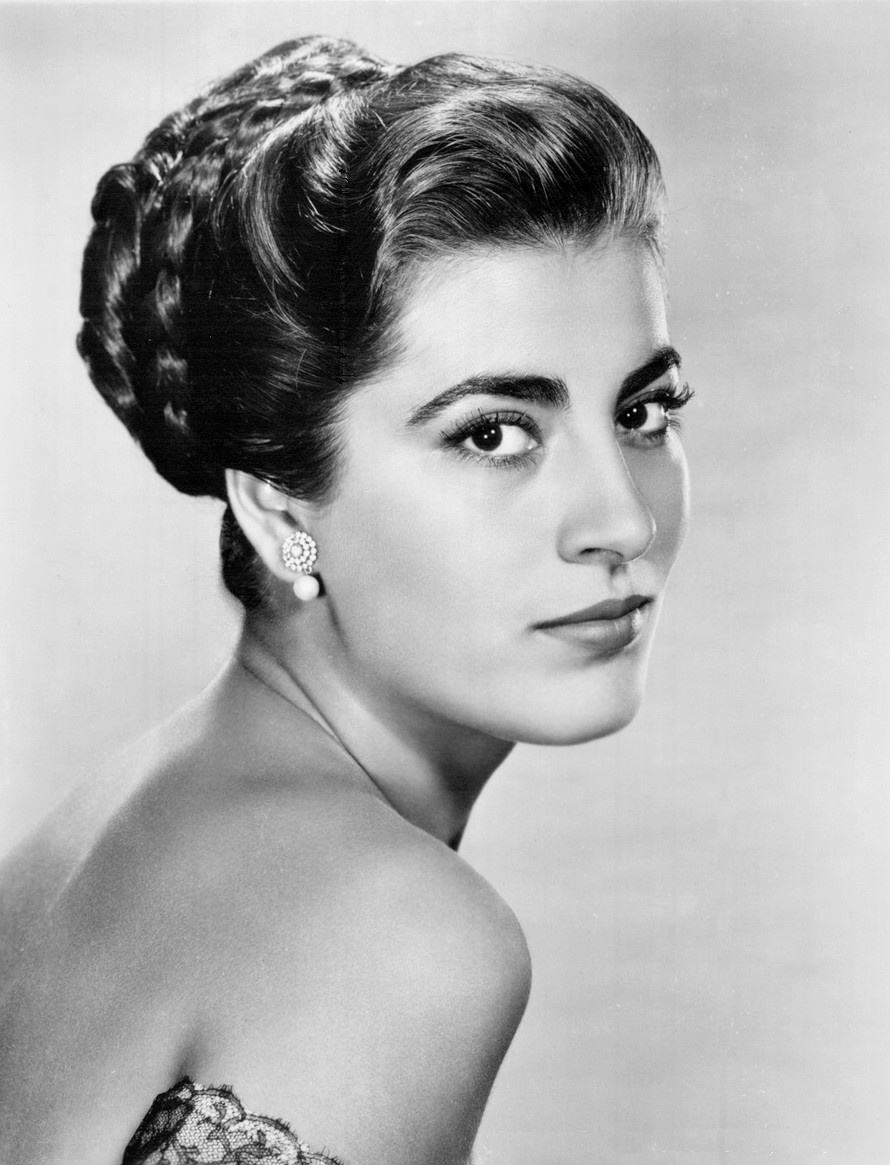
Irene Papas fue una de las estrellas internacionales asistentes.

La Semana mereció menor atención de los medios de comunicación que las anteriores ediciones, en parte por la pérdida del reconocimiento de la FIAPF, en parte porque coincidió con la celebración del vigésimo aniversario del que oficialmente era denominado como «Alzamiento Nacional». La asistencia de estrellas de cine internacionales no fue muy amplia, destacando la actriz francesa Jacqueline Pierreux, la griega Irene Papas, el austríaco Rolf Wanka o la mexicana Ana Luisa Peluffo. Más abundante fue la presencia de artistas españoles: Aurora Bautista, Rafael Durán, María Martín, Licia Calderón, María Asquerino, Luz Márquez, Susana Canales, Julio Peña, Paquita Rico y Conrado San Martín. Aprovechando que estaban rodando en Guipúzcoa El cantor de México, se acercaron al evento Luis Mariano y Annie Cordy. Por el contrario, debido a la oposición del productor y director Stanley Kramer no se pudo conseguir la presencia de Sophia Loren, que se encontraba en España rodando Orgullo y pasión.
No obstante, la perseverancia del Ayuntamiento de San Sebastián sirvió para que el Festival subsistiera. Al año siguiente, gracias a la insistencia de las autoridades españolas y a la buena fortuna, se recuperó el reconocimiento de la FIAPF, y esta vez con categoría «A», es decir, como festival competitivo no especializado. El certamen alcanzaría así su mayor nivel, aunque tendría que pelear por mantenerlo.